# Adriana Alcock
Adriana Alcock (Buenos Aires, 1924 - Buenos Aires, 5 de abril de 2011) fue una actriz argentina de cine, teatro y televisión. Tuvo el papel protagónico en el filme Otra cosa es con guitarra (1949), dirigida por Antonio Ber Ciani y cumplió papeles menores en otras películas. Actuó con frecuencia en telenovelas en las décadas de 1980 y 1990. 
En 2001 recibió el Premio Podestá a la trayectoria.
En 1950 formó parte de la primera comisión directiva del Ateneo Cultural Eva Perón y en 1953 integró el elenco que en el Teatro Nacional Cervantes representó Esta noche en Samarcanda de Jacques Deval, junto a María Dudelo, José María Gutiérrez, Rufino Córdoba, Fanny Navarro, Miriam de Urquijo y Pedro Aleandro dirigidos por Esteban Serrador.
En 1954 protagonizó por Canal 7 junto a Jorge Lanza Las huellas eternas, ciclo evocativo de cierta cultura nacional auspiciado por el Ejército Argentino con libro de José Ramón Luna y Manuel M. Alba.

## Filmografía
Actriz
- Vida nocturna (1955) …Amiga de Diana
- Otra cosa es con guitarra (1949)
- No salgas esta noche (1946)
- Mosquita muerta (1946)
- Dos ángeles y un pecador (1945)
- María Celeste (1945)
- La pequeña señora de Pérez (1944)
- Hay que casar a Paulina (1944)
- Dieciséis años (1943)
- Los ojos más lindos del mundo (1943)
- Eclipse de sol (1942)
- Amor último modelo (1942)
- Claro de luna (1942)

## Televisión
- Especiales de Alejandro Doria - Rosaura a la diez (1998)(Telefé)
- Déjate querer (1993) (serie Telefe) …Amelia
- Soy Gina (1992) (serie Canal 9) …Hilda
- La extraña dama (1989) (serie Canal 9) …Hilda
- Pasiones (1988) (serie Canal 9) …Martina
- Quiero morir mañana (1987) (serie Canal 9)
- Dos para una mentira (1986) (serie Canal 9 ) …Jénnifer
- Ese hombre prohibido (1986) (serie Canal 9)
- No es juego vivir (1985) (serie Canal 9)
- Paloma hay una sola (1984) (serie Canal 13)
- Amor gitano (1983) (serie Canal 11) …Matilde
- El ciclo de Guillermo Brédeston y Nora Cárpena (serie Canal 9) (1982)
  - Un nido para Paloma …Águeda
- Aprender a vivir (1981 y 1982) (serie Canal 9) …Estela
- Quiero gritar tu nombre (1981) (serie Canal 9)
- El ciclo de Guillermo Brédeston y Nora Cárpena (serie Canal 9) (1981)
  - Mi soledad en tus brazos …Portera
- Trampa para un soñador (1980 y 1981) (serie Canal 9) …Virginia
- La mujer frente al amor (1978) (serie Canal 9) …Mercedes
- Mujeres de mi patria (serie Canal 9) (1974)
  - Niña querida
- Con odio y con amor (1973) (serie Canal 9) …Sverina
- El Teatro de Miriam de Urquijo  (serie Canal 7) (1973)
  - Punto de partida …Adriana
  - Todo comienza hoy …Madre
- Teleteatro Palmolive del aire (serie Canal 13) (1971)
  - La Pecosa …Otilia
- Perdón para una mujer (1970) (serie Canal 13) …Raquel
- La cruz de María Cruces (1969 y 1970) (serie Canal 13)
- Teleteatro a las 15 (1961) (serie Canal 7)
- Las huellas eternas (1954) (serie Canal 7)

## Obras teatrales en que intervino
- Esta noche en Samarcanda (1953)
- La heredera (1950)